# مات كارسون (لاعب كرة قاعدة)
مات كارسون (بالإنجليزية: Matt Carson)‏ هو لاعب كرة قاعدة أمريكي، ولد في 1 يوليو 1981 في شاطئ نيوبورت في الولايات المتحدة.

## وصلات خارجية
- مات كارسون على موقع دوري كرة القاعدة الرئيسي (الإنجليزية)
- مات كارسون على موقعبيزبول رفرنس.كوم (الدوري الرئيسي) (الإنجليزية)
- مات كارسون على موقعبيزبول رفرنس.كوم (الدوري الثانوي) (الإنجليزية)
- مات كارسون على موقع إي إس بي إن.كوم (أم.أل.بي) (الإنجليزية)
- مات كارسون على موقع مشجعي الرسوم البيانية (الإنجليزية)